# مايكل ماكمانوس
مايكل ماكمانوس (بالإنجليزية: Michael McManus)‏ (ولد في 11 يونيو 1942 أو 1941) هو كاتب العمود «الأخلاقيات والدين»، وهو عمود رأي محافظ وليبرالي اقتصادي ينشر في عدد من المطبوعات الأمريكية صغيرة ومتوسطة المدى. ويتخذ العمود، الذي يتواجد روابط لأرشيفه أدناه، شكل «نقطة تجمع» للآراء؛ حيث تشكل الاقتباسات من الناشطين المحافظين غالبية كل مقالة. إن ماكمانوس، العضو في الكنيسة الإنجيلية، هو أيضًا مؤسس منظمة منقذي الزواج (Marriage Savers) ورئيسها، وهي منظمة غير ربحية التي تهدف إلى إعداد الأقران للزواج. ولقد كان ماكمانوس يكتب سابقًا أعمدة مشتركة بعناوين «حلول» و«المنظور الشمالي».

## موقفه من بعض القضايا
لقد تناول ماكمانوس العديد من القضايا السياسية والأخلاقية والاجتماعية في المجتمعات الحديثة. من بين آرائه المنشورة التالي:
- النشاط الجنسي: لقد وصف ماكمانوس علاقات الإل جي بي تي بأنها «قذرة» و«رخيصة» و«خليعة» و«منحرفة».
- زواج المثليين: يعارض ماكمانوس زواج المثليين والزواج المدني أو أي اعتراف قانوني بالعلاقات المثلية، ويشير إلى «طغيان القضاة غير المنتخبين في إعادة تعريفهم للزواج»  ويزعم أن تربية الأبناء بواسطة أبوين مثليين من نفس الجنس «ضار على الأطفال».
- الإجهاض: ماكمانوس من المؤيدين للحركات المناهضة للإجهاض. وهو يقترح أن النساء اللاتي تردن إجراء الإجهاض يجب نصحهن بالزواج من أب الطفل بدلاً من إنهاء الحمل، ويقول إن «الزواج الصحي هو الحل للإجهاض والإنجاب خارج إطار الزواج».
- الطلاق: إن ماكمانوس من معارضي قانون الطلاق غير الناتج عن خطأ (الخلع). فهو يعتقد بأن «غالبية قضايا الطلاق يتم رفعها بواسطة أحد طرفي الزواج يدعي عدم التوافق بينما يرغب الطرف الآخر بإنقاذ الزواج. وللأسف، دائمًا ما يتم منح الإذن بالطلاق. ولقد دعا هذا العمود لفترة طويلة أن في الحالات التي تتضمن وجود أطفال، وعند عدم إثبات وجود خيانة زوجية أو إيذاء، يجب أن يمنح في حالة» موافقة الطرفين«. فالعقد الذي اتفق شخصان على الدخول فيه لا يجب إنهاؤه إلا بموافقة الطرفين».
- مكافحة الأسلحة النارية: ينتقد ماكمانوس ما يصفه «بمكافحة الأسلحة النارية» الضعيفة في أمريكا ويقول إنه قد حان الوقت «لإعادة تطبيق حظر الأسلحة الهجومية ووضع حد قومي ببيع سلاح واحد في الشهر لأي فرد وتوسيع نطاق قانون برادي ليتضمن مبيعات معارض الأسلحة والتحقق الإلزامي من الخلفية العقلية والنفسية للمشتري».

## جدل التعويض الحكومي
في 28 يناير 2005، تم اكتشاف أن ماكمانوس كان من ضمن ثلاثة شخصيات إعلامية كانت تتلقى أموالاً من إدارة الرئيس جورج دبليو بوش مقابل الموافقة العامة الهادفة على سياسة الحكومة.
وكان ماكمانوس هو ثالث شخص تمت الإشارة إلى تورطه في مقالة توم هامبرجر التي نشرت في جريدة لوس أنجلوس تايمز. ولقد تم الكشف عن أن ماكمانوس، والذي يصف نفسه على أنه «المدافع عن الزواج»، كان قد تم الدفع له بواسطة شخص من الباطن من إدارة الصحة والخدمات الإنسانية ليدعم مبادرة، تحمل موافقة بوش، لتعريف الزواج على أنه بين رجل وامرأة فقط. ولقد قيل بأن المبالغ المدفوعة بلغت 4000 دولار بالإضافة إلى نفقات السفر، و49000 دولار تم دفعها لمنظمته، «منقذي الزواج». ولم يكشف ماكمانوس عن هذه المبالغ للقراء.

## وصلات خارجية
- Salon - Third columnist caught with hand in the Bush till
- USA Today - HHS says it paid columnist for help
- The Seattle Times - 3rd columnist paid by HHS to tout policy
- Ethics and Religion - web-based archive of columns